# Barkin' Bill Smith
Barkin' Bill Smith est un chanteur de blues américain, né en 1928 dans l'État du Mississippi et mort en 2000.

## Biographie
Né au Mississippi, Barkin' Bill Smith a vécu à Détroit et à Saint-Louis avant de s'installer à Chicago. Il a chanté en solo mais également dans des groupes de blues électrique comme Dave Specter & the Bluebirds.
- Notices d'autorité :   - VIAF
  - ISNI
  - IdRef
  - LCCN
  - GND
  - WorldCat